# Patty Smyth
Patty Smyth (New York, 26 giugno 1957) è una cantante statunitense, di origini irlandesi.

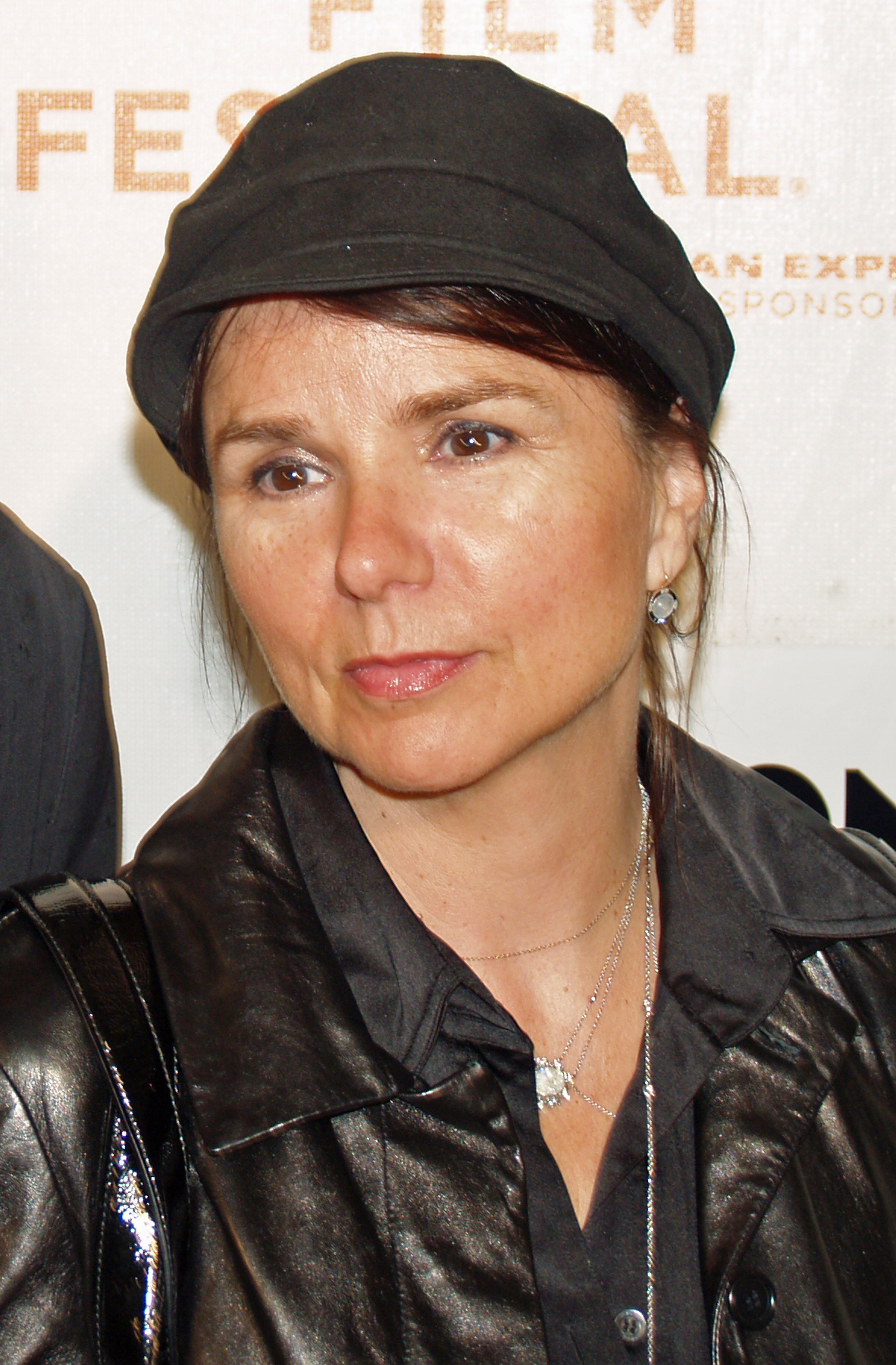
Patty Smyth

Artista rock, è stata la cantante degli Scandal negli anni ottanta; successivamente si è dedicata alla carriera solista.

## Biografia
Nata e cresciuta tra i quartieri di Brooklyn e Queens, Patty vive un'infanzia difficile e travagliata, soprattutto quando i suoi genitori divorziano. Arriva persino ad essere arrestata già all'età di 12 anni, per aver molestato un pubblico ufficiale e un'altra volta per essere stata colta mentre acquistava narcotici. Canta davanti ad un pubblico per la prima volta a 15 anni al New York's Folk City con una cover band che propone brani di Cat Stevens.
Successivamente passa ad una rock band, i Patty and the Planets, che viene ingaggiata per suonare a bordo di una imbarcazione, prevalentemente canzoni di James Brown. In questo periodo si alterna tra il lavoro di musicista e di cameriera fino a quando il chitarrista Zachary Smith le propone di unirsi al suo gruppo, gli Scandal. Patty accetta ed in breve tempo incidono la hit Goodbye to You, che permette loro di intraprendere una serie di tour lunga un anno che li vede aprire i concerti di ogni "top band" del momento.
Il loro album di debutto è un successo, e diventa l'EP più venduto di tutti i tempi per la Columbia Records. Dopo alcuni mesi Patty guadagna già abbastanza per trasferirsi nei quartieri più ricchi, e dopo un anno di intense performance registra il secondo album, Warrior, che vende oltre un milione di copie, consacrandola al pubblico col nomignolo che le resterà per sempre, the Warrior (la "guerriera").
In breve la sua carriera ha un'impennata verticale anche se con scarsi ritorni economici, tanto che il The Wall Street Journal arriva a pubblicare un articolo su di lei e su come sia possibile vendere svariati milioni di copie di dischi e ritrovarsi con problemi finanziari. Problemi che vanno ad aggravarsi col suo matrimonio con il poeta/musicista e spiantato collaboratore occasionale della rivista Rolling Stone, Richard Hell.

## Vita privata
Patty Smyth, che ha una sorella maggiore, Elizabeth, è stata sposata dapprima con Richard Hell e in seguito con John McEnroe nell'aprile 1997. Ha tre figlie: Ruby (1985, da Hell), Anna (dicembre 1995, da McEnroe) e Ava (marzo 1999, da McEnroe).

## Discografia

### Album
- 1982, Scandal - EP (con gli Scandal)
- 1984, Warrior - (con gli Scandal)
- 1985, Picture Disk (con gli Scandal)
- 1987, Never Enough - Solo Album
- 1992, Patty Smyth - Solo Album
- 1992, Scandalous (raccolta)
- 1998, Greatest Hits (featuring Scandal)
- 2006, VH-1 "We Are The 80s" (Scandal reunion)

### Singoli
(brani non inclusi su album)
- All My Life - B-side di Goodbye To You, 1982 - ora anche pubblicato sulla raccolta We Are The 80's (artisti vari).
- I Run Right Back - colonna sonora di Caddyshack II, 1988
- Drive You Away - B-side di I Should Be Laughing, 1992
- You Hung the Moon - colonna sonora di Eight Seconds, 1994
- Look What Love Has Done - colonna sonora di Junior, 1994, nominato per l'Oscar come Miglior canzone
- Wish I Were You - Armageddon: L'Album (colonna sonora), 1998

### Collaborazioni
(appare come cantante solista nelle seguenti incisioni di altri artisti)
- Kwahare - David Amram, At Home/Around the World, 1980 (come "Patricia Smyth")
- Pescau -  David Amram
- Change - John Waite, Ignition, 1982
- Sunset Grill - Don Henley, Building the Perfect Beast, 1984
- All She Wants To Do Is Dance - Don Henley
- Land Of The Living - Don Henley
- Building the Perfect Beast - Don Henley
- Where Do the Children Go? - The Hooters, Nervous Night, 1985
- Rosie Strike Back - Rosanne Cash, King's Record Shop, 1987
- How Bad Do You Want It? - Don Henley, End Of the Innocence, 1988
- The Night Stood Still - Céline Dion, Yo Frankie, 1989
- The Mountain - Bob Seger, The Fire Inside, 1991
- The Real Love - Bob Seger (solo come corista)
- Sightseeing - Bob Seger (solo come corista)
- Ode to Billie Joe - Tom Scott, Smokin' Section, 1999

### Video
- Goodbye To You - album Scandal
- Love's Got A Line On You - album Scandal
- The Warrior - album Warrior
- Hands Tied - album Warrior
- Beat Of A Heart - album Warrior
- Never Enough - album Never Enough
- Downtown Train - album Never Enough
- Sometimes Love Just Ain't Enough - album Patty Smyth
- No Mistakes - album Patty Smyth